# Котельников Петро Іванович
Петро Котельников (1809–1879) — український математик, професор, доктор філософії. Уродженець козацького міста Суджа. Батько математика А. П. Котельникова, дід вченого-радіотехніка Ст. А. Котельникова.

## Біографія
Народився в 1809 в Суджі Курської губернії, в збіднілій шляхетській родині. Рано залишився сиротою і виховувався у сім'ї двоюрідного дядька. Початкову освіту здобув у повітовому училищі та в Курській гімназії. У чотирнадцять років вступив до Харківського університету, який закінчив у 1828, отримавши ступінь кандидата фізико-математичних наук. По закінченні Харківського університету був направлений до Професорського інституту при Дерптському університеті, де навчався у Перевощикова, Бартельса і Струве. Пирогов, що навчався там же, писав:
Котельников, хворий і кволий, але геніальний математик, за запевненням професорів Бартельса і Струве і за запевненням товаришів, день і ніч сидить над математичними викладками; він вивчив усі тонкощі небесної механіки Лапласа. Від Котельникова всі очікують, що він займе найвище місце (вище за самого Остроградського).

Удостоєний 8 лютого 1833, після захисту дисертації «Exponuntur formulae analyticae quibus perturbatio motus giratorii terrae determinatur», ступеня доктора філософії та магістра вільних наук, він був направлений закордон і протягом двох років перебував у Берлінському університеті, де займався у Штейнера та Діріха, «Вже не міг займатися так посилено і так плідно, як раніше; він сам скаржився Пирогову не тільки на припадки ядухи, а й на те, що часом відчуває якийсь дивний тягар, як камінь, у мозку».
У 1835, після пробної лекції в Імператорській академії наук, отримав направлення до Казанського університету, де йому було доручено читання аналітичної механіки та статики. З серпня 1837 він став екстраординарним професором Казанського університету і допомагав Лобачевському читати алгебру та диференціальне числення; вже 3 березня 1838 був возведений у звання ординарного професора, незважаючи на наявність вакансії в університеті (тобто зі збереженням окладу екстраординарного професора).
У 1839 був обраний деканом фізико-математичного факультету (до січня 1862), неодноразово перебував на посаді ректора (влітку 1855, 1858 та 1860, у листопаді 1858—січні 1859); з травня 1863 був заслуженим професором; 3 березня 1878 був одностайно обраний почесним членом Казанського університету. Читав лекції з усіх розділів чистої та прикладної математики, читав також публічні лекції прикладної механіки та загальнодоступної астрономії, які завжди приваблювали численних слухачів. За відгуками його слухачів, «зовнішнє оздоблення його лекцій було дивовижним; ясність викладу була така велика, що, мабуть, була навіть зайвою, бо слухачеві майже не доводилося докладати праці для засвоєння читаного. Виклад свій він ще супроводжував надзвичайно вдалими дотепами і каламбурами, з яких багато які надовго збереглися в пам'яті слухачів».
З 1854 він безоплатно викладав фізику в Родіонівському інституті благородних дівчат .
Окрім математики, Петро Котельников чудово орієнтувався у філософії Гегеля, якою зацікавився у Берліні; нарешті, він був також чудовим знавцем музики та гарним піаністом.
Помер 28 травня 1879 і був похований у Казані.

## Твори
- дисертація «Exponuntur formulae analyticae quibus perturbatio motus giratorii terrae determinatur» (Про аналітичні формули, що визначають виникнення руху земної кулі)
- «Про чисельне значення деяких сум» («Вчені записки Казанського університету», 1848);
- «Перетворення диференціального параметра {\displaystyle (\partial ^{2}V/\partial x^{2})+(\partial ^{2}V/\partial y^{2})+(\partial ^{2}V/\partial z^{2})}»
- «Про упередження проти математики» (1842)
- «Доля астрономічної географії у Росії» (1851).

## Родина
Діти:
- Єлизавета (1856–1922), член Казанського фізико-математичного товариства
- Олександр (1865–1944), математик, професор Казанського університету
  - Володимир (1908 — 2005), онук, вчений-радіотехнік